# Губернатор Южной Дакоты
Губернатор Южной Дакоты — глава исполнительной ветви власти штата Южная Дакота. Избирается на четырёхлетний срок. 34-м и ныне действующим губернатором является республиканец Ларри Роден.
Согласно Конституции Южной Дакоты, губернатором может быть избран гражданин США, достигший возраста 21 года и проживающий в штате Южная Дакота не менее двух лет до момента выдвижения своей кандидатуры на пост губернатора.
Губернатор является основным представителем штата в вопросах бизнеса и экономики, имеет право подписывать законы, а также налагать вето на решения законодательного органа (преодолевается двумя третями голосов). Губернатор является главнокомандующим Национальной гвардии Южной Дакоты и формирует кабинет. Он имеет право смягчать судебные приговоры, а также может принять решение о помиловании осуждённых.

## История
С 1889 до 1974 года губернатор избирался на двухлетний срок. До 1940 года губернатор мог занимать должность неограниченное количество сроков подряд, затем его пребывание в должности было ограничено двумя четырехлетними сроками.
Первым губернатором Южной Дакоты был Артур Меллет, он же был последним губернатором Территории Дакота. Три губернатора оставили должность до истечения срока полномочий. В 1978 году Ричард Кнейп покинул свой пост через шесть месяцев после избрания, чтобы принять должность посла США в Сингапуре. 19 апреля 1993 года Джордж Майкелсон погиб в авиакатастрофе, он стал единственным губернатором Южной Дакоты умершим во время пребывания в должности. 25 января 2025 Кристи Ноэм была утверждена Секнатом США в должности министра внутренней безопасности.
Дольше всего на посту губернатора находился Билл Джэнклоу, занимавший эту должность два четырёхлетних срока подряд с 1979 по 1987 год и снова с 1995 по 2003 год. Таким образом он находился в должности губернатора в общей сложности шестнадцать лет.
Среди всех 50 штатов, в настоящее время Южная Дакота занимает первое место по длительности нахождения поста губернатора в руках одной партии. С 1 января 1979 года губернаторами Южной Дакоты становились исключительно республиканцы.